# Villa del Campo (Baja California)
Villa del Campo es una colonia situada en el estado de Baja California, dentro del municipio de Tijuana. Forma parte de la zona metropolitana de Tijuana y es una de las localidades más pobladas del municipio.

## Geografía

### Localización
Villa del Campo se encuentra dentro del municipio de Tijuana, en el noroeste de Baja California. Se encuentra en las coordenadas geográficas: 32°30′29″N 116°44′12″O / 32.50806, -116.73667, a una altitud promedio de 373 metros sobre el nivel del mar.

### Clima
Al igual que la totalidad del municipio de Tijuana, Villa del Campo tiene un clima mediterráneo seco.
| Parámetros climáticos promedio de Valle Redondo (2.30 km de Villa del Campo) | Parámetros climáticos promedio de Valle Redondo (2.30 km de Villa del Campo) | Parámetros climáticos promedio de Valle Redondo (2.30 km de Villa del Campo) | Parámetros climáticos promedio de Valle Redondo (2.30 km de Villa del Campo) | Parámetros climáticos promedio de Valle Redondo (2.30 km de Villa del Campo) | Parámetros climáticos promedio de Valle Redondo (2.30 km de Villa del Campo) | Parámetros climáticos promedio de Valle Redondo (2.30 km de Villa del Campo) | Parámetros climáticos promedio de Valle Redondo (2.30 km de Villa del Campo) | Parámetros climáticos promedio de Valle Redondo (2.30 km de Villa del Campo) | Parámetros climáticos promedio de Valle Redondo (2.30 km de Villa del Campo) | Parámetros climáticos promedio de Valle Redondo (2.30 km de Villa del Campo) | Parámetros climáticos promedio de Valle Redondo (2.30 km de Villa del Campo) | Parámetros climáticos promedio de Valle Redondo (2.30 km de Villa del Campo) | Parámetros climáticos promedio de Valle Redondo (2.30 km de Villa del Campo) |
| Mes                                                                          | Ene.                                                                         | Feb.                                                                         | Mar.                                                                         | Abr.                                                                         | May.                                                                         | Jun.                                                                         | Jul.                                                                         | Ago.                                                                         | Sep.                                                                         | Oct.                                                                         | Nov.                                                                         | Dic.                                                                         | Anual                                                                        |
| ---------------------------------------------------------------------------- | ---------------------------------------------------------------------------- | ---------------------------------------------------------------------------- | ---------------------------------------------------------------------------- | ---------------------------------------------------------------------------- | ---------------------------------------------------------------------------- | ---------------------------------------------------------------------------- | ---------------------------------------------------------------------------- | ---------------------------------------------------------------------------- | ---------------------------------------------------------------------------- | ---------------------------------------------------------------------------- | ---------------------------------------------------------------------------- | ---------------------------------------------------------------------------- | ---------------------------------------------------------------------------- |
| Temp. máx. abs. (°C)                                                         | 32.0                                                                         | 35.0                                                                         | 41.0                                                                         | 39.0                                                                         | 41.0                                                                         | 45.0                                                                         | 44.0                                                                         | 45.0                                                                         | 46.0                                                                         | 46.5                                                                         | 35.5                                                                         | 33.0                                                                         | 46.5                                                                         |
| Temp. máx. media (°C)                                                        | 20.7                                                                         | 21.2                                                                         | 21.1                                                                         | 23.7                                                                         | 26.3                                                                         | 29.0                                                                         | 32.0                                                                         | 32.2                                                                         | 31.3                                                                         | 27.7                                                                         | 23.7                                                                         | 21.5                                                                         | 25.9                                                                         |
| Temp. media (°C)                                                             | 13.2                                                                         | 13.5                                                                         | 13.7                                                                         | 15.8                                                                         | 18.2                                                                         | 20.7                                                                         | 23.4                                                                         | 23.7                                                                         | 23.0                                                                         | 19.8                                                                         | 15.8                                                                         | 13.8                                                                         | 17.9                                                                         |
| Temp. mín. media (°C)                                                        | 5.7                                                                          | 5.8                                                                          | 6.4                                                                          | 8.0                                                                          | 10.2                                                                         | 12.4                                                                         | 14.7                                                                         | 15.2                                                                         | 14.8                                                                         | 11.9                                                                         | 8.0                                                                          | 6.1                                                                          | 9.9                                                                          |
| Temp. mín. abs. (°C)                                                         | -6.0                                                                         | -5.0                                                                         | -3.0                                                                         | -0.5                                                                         | 1.5                                                                          | 5.0                                                                          | 8.0                                                                          | 8.0                                                                          | 4.0                                                                          | 3.5                                                                          | -2.0                                                                         | -8.0                                                                         | -8.0                                                                         |
| Precipitación total (mm)                                                     | 54.9                                                                         | 55.3                                                                         | 57.8                                                                         | 24.1                                                                         | 5.7                                                                          | 0.7                                                                          | 1.8                                                                          | 4.4                                                                          | 8.1                                                                          | 19.0                                                                         | 40.3                                                                         | 43.6                                                                         | 315.7                                                                        |
| Días de precipitaciones (≥ 1 mm)                                             | 5.8                                                                          | 5.9                                                                          | 6.9                                                                          | 4.3                                                                          | 1.4                                                                          | 0.3                                                                          | 0.6                                                                          | 0.7                                                                          | 1.6                                                                          | 2.8                                                                          | 4.5                                                                          | 5.2                                                                          | 40.0                                                                         |
| Fuente: Servicio Meteorológico Nacional                                      |                                                                              |                                                                              |                                                                              |                                                                              |                                                                              |                                                                              |                                                                              |                                                                              |                                                                              |                                                                              |                                                                              |                                                                              |                                                                              |

## Demografía
De acuerdo con el Censo de Población y Vivienda realizado en 2020 por el Instituto Nacional de Estadística y Geografía (INEGI), en Villa del Campo había un total de 33 360 habitantes, siendo 16 406 mujeres y 16 954 hombres.

### Viviendas
En el censo de 2020 había alrededor de 11 368 viviendas particulares, de las cuales 10 430 estaban habitadas, de las viviendas particulares habitadas, 10 401 disponían de energía eléctrica, 10 417 disponían de escusado y/o sanitario, y 10 423 disponían de drenaje.